# Pallavolo Montale 2022-2023
Questa voce raccoglie le informazioni riguardanti la Pallavolo Montale nelle competizioni ufficiali della stagione 2022-2023.

## Stagione
Nella stagione 2022-23 la Pallavolo Montale assume la denominazione sponsorizzata di Emilbronzo 2000 Montale.
Partecipa per la terza volta alla Serie A2, chiudendo il girone A della regular season di campionato all'undicesimo posto in classifica: il sesto posto nella successiva pool salvezza ne determina la retrocessione in Serie B1.

## Organigramma societario
Area direttiva
- Presidente:  Gianfranco Barberini
- Direttore generale: Nicola Cioni
- Team manager: Taismary Agüero

Area tecnica
- Allenatore: Andrea Ghibaudi
- Allenatore in seconda: Massimo Cerrato
- Scout Man: Paolo Benetti, Lanfranco Cornia
- Assistente tecnico: Simone Malagoli

Area comunicazione
- Comunicazione: Giovanni Cristiano
- Fotografo: Diego Poluzzi
- Speaker: Luca Pancani

Area marketing
- Responsabile marketing: Andrea Piscopo

Area sanitaria
- Preparatore atletico: Luca Cifaldi
- Osteopata: Boriana Velinova
- Fisioterapista: Nicolò Tilocca

## Rosa
| N° | Nome              | Ruolo | Data di nascita   | Nazionalità sportiva |
| -- | ----------------- | ----- | ----------------- | -------------------- |
| 1  | Francesca Mammini | P     | 26 agosto 2004    | Italia               |
| 2  | Giulia Bozzoli    | O     | 23 gennaio 2004   | Italia               |
| 3  | Amelia Bici       | L     | 13 settembre 1998 | Italia               |
| 4  | Ludovica Bonato   | S     | 12 luglio 2004    | Italia               |
| 5  | Sara Angelini     | C     | 13 ottobre 1989   | Italia               |
| 6  | Irene Mescoli     | S     | 10 luglio 2006    | Italia               |
| 9  | Aneta Zojzi       | S     | 23 maggio 2003    | Italia               |
| 10 | Elisa Lancellotti | P     | 23 febbraio 1991  | Italia               |
| 11 | Giulia Visintini  | O     | 26 novembre 1995  | Italia               |
| 12 | Taismary Agüero   | S     | 5 marzo 1977      | Italia               |
| 13 | Alessandra Rossi  | C     | 9 marzo 1997      | Italia               |
| 14 | Alma Frangipane   | S     | 5 settembre 1996  | Italia               |
| 15 | Martina Nordi     | P     | 6 ottobre 2002    | Italia               |
| 16 | Viola Montagnani  | L     | 23 febbraio 2005  | Italia               |
| 17 | Elena Fronza      | C     | 27 aprile 1992    | Italia               |

## Mercato
| Acquisti | Acquisti          | Acquisti             | Acquisti   |
| R.       | Nome              | da                   | Modalità   |
| -------- | ----------------- | -------------------- | ---------- |
| C        | Sara Angelini     | Vallecamonica Sebino | definitivo |
| S        | Ludovica Bonato   | FoCoL Legnano        | definitivo |
| O        | Giulia Bozzoli    | Anderlini            | definitivo |
| P        | Francesca Mammini | Academy Sassuolo     | definitivo |
| S        | Irene Mescoli     | Anderlini            | definitivo |
| L        | Viola Montagnani  | Academy Sassuolo     | definitivo |
| C        | Alessandra Rossi  | Centro Reggiano      | definitivo |
| S        | Aneta Zojzi       | Academy Sassuolo     | definitivo |

| Cessioni | Cessioni            | Cessioni          | Cessioni   |
| R.       | Nome                | a                 | Modalità   |
| -------- | ------------------- | ----------------- | ---------- |
| C        | Sara Angelini       | Aduna Padova      | definitivo |
| L        | Veronica Cioni      | Centro Reggiano   | definitivo |
| S        | Alessia Del Romano  | ?                 | ?          |
| C        | Francesca Gentili   | -                 | ritirata   |
| S        | Matilde Giardi      | Teodora Giovanile | definitivo |
| S        | Ginevra Giovagnoni  | Quinnipiac        | definitivo |
| P        | Lucrezia Giovagnoni | ?                 | ?          |
| O        | Giulia Marinelli    | Menlo             | definitivo |
| C        | Giulia Odorici      | San Damaso        | definitivo |

## Risultati

### Serie A2

#### Girone di andata
| 1ª Giornata - 23 ottobre 2022 Palestra Vezio Magagni, Castelnuovo Rangone   | Montale           | 2 - 3 | Idea Sassuolo | 25-21, 27-25, 16-25, 17-25, 10-15 |
| 2ª Giornata - 30 ottobre 2022 PalaBorsani, Castellanza                      | Futura Giovani    | 3 - 0 | Montale       | 25-21, 25-20, 25-23               |
| 3ª Giornata - 6 novembre 2022 PalaCoim, Offanengo                           | Offanengo         | 3 - 1 | Montale       | 25-16, 25-22, 12-25, 25-21        |
| 4ª Giornata - 9 novembre 2022 Palestra Vezio Magagni, Castelnuovo Rangone   | Montale           | 3 - 1 | Club Italia   | 18-25, 26-24, 25-20, 27-25        |
| 5ª Giornata - 13 novembre 2022 Palestra Vezio Magagni, Castelnuovo Rangone  | Montale           | 0 - 3 | Lecco Picco   | 18-25, 23-25, 21-25               |
| 6ª Giornata - 19 novembre 2022 PalaRadi, Cremona                            | Esperia           | 2 - 3 | Montale       | 25-17, 19-25, 19-25, 25-17, 15-17 |
| 7ª Giornata - 23 novembre 2022 Palestra Vezio Magagni, Castelnuovo Rangone  | Montale           | 1 - 3 | Mondovì       | 16-25, 25-18, 21-25, 17-25        |
| 8ª Giornata - 27 novembre 2022 Palestra Vezio Magagni, Castelnuovo Rangone  | Montale           | 3 - 1 | Alba          | 25-21, 23-25, 25-9, 25-19         |
| 9ª Giornata - 4 dicembre 2022 PalaSanbapolis, Trento                        | Trentino          | 3 - 0 | Montale       | 25-20, 25-20, 25-19               |
| 10ª Giornata - 11 dicembre 2022 Palestra Vezio Magagni, Castelnuovo Rangone | Montale           | 3 - 1 | Hermaea       | 27-29, 25-16, 25-17, 25-23        |
| 11ª Giornata - 18 dicembre 2022 PalaGeorge, Montichiari                     | Millenium Brescia | 3 - 0 | Montale       | 26-24, 25-13, 25-22               |

#### Girone di ritorno
| 12ª Giornata - 26 dicembre 2022 PalaPaganelli, Sassuolo                     | Idea Sassuolo | 3 - 1 | Montale           | 25-18, 30-32, 25-22, 25-19        |
| 13ª Giornata - 8 gennaio 2023 Palestra Vezio Magagni, Castelnuovo Rangone   | Montale       | 0 - 3 | Futura Giovani    | 22-25, 14-25, 16-25               |
| 14ª Giornata - 15 gennaio 2023 Palestra Vezio Magagni, Castelnuovo Rangone  | Montale       | 3 - 2 | Offanengo         | 25-17, 24-26, 15-25, 25-18, 16-14 |
| 15ª Giornata - 18 gennaio 2023 Centro Pavesi, Milano                        | Club Italia   | 1 - 3 | Montale           | 20-25, 16-25, 25-15, 22-25        |
| 16ª Giornata - 22 gennaio 2023 PalaBione, Lecco                             | Lecco Picco   | 3 - 1 | Montale           | 25-19, 18-25, 26-24, 30-28        |
| 17ª Giornata - 5 febbraio 2023 Palestra Vezio Magagni, Castelnuovo Rangone  | Montale       | 2 - 3 | Esperia           | 20-25, 22-25, 25-15, 25-21, 16-18 |
| 18ª Giornata - 8 febbraio 2023 PalaManera, Mondovì                          | Mondovì       | 3 - 1 | Montale           | 25-14, 19-25, 25-16, 25-21        |
| 19ª Giornata - 12 febbraio 2023 PalaFrancescucci, Casnate con Bernate       | Alba          | 3 - 1 | Montale           | 25-15, 27-29, 27-25, 25-16        |
| 20ª Giornata - 19 febbraio 2023 Palestra Vezio Magagni, Castelnuovo Rangone | Montale       | 0 - 3 | Trentino          | 21-25, 10-25, 20-25               |
| 21ª Giornata - 26 febbraio 2023 Geopalace, Olbia                            | Hermaea       | 3 - 0 | Montale           | 26-24, 25-20, 25-19               |
| 22ª Giornata - 5 marzo 2023 Palestra Vezio Magagni, Castelnuovo Rangone     | Montale       | 3 - 0 | Millenium Brescia | 25-11, 25-20, 26-24               |

#### Pool salvezza
| 1ª Giornata - 12 marzo 2023 PalaIaquaniello, Sant'Elia Fiumerapido       | Assitec   | 3 - 2 | Montale   | 24-26, 25-22, 25-23, 19-25, 15-9  |
| 2ª Giornata - 19 marzo 2023 Palestra Vezio Magagni, Castelnuovo Rangone  | Montale   | 3 - 2 | Perugia   | 25-18, 22-25, 25-16, 23-25, 15-9  |
| 3ª Giornata - 22 marzo 2023 Palasport Città di Vicenza, Vicenza          | Vicenza   | 2 - 3 | Montale   | 27-25, 25-15, 22-25, 20-25, 16-18 |
| 5ª Giornata - 2 aprile 2023 Palazzetto dello Sport, Marsala              | Marsala   | 2 - 3 | Montale   | 25-21, 17-25, 25-17, 21-25, 9-15  |
| 6ª Giornata - 8 aprile 2023 Palestra Vezio Magagni, Castelnuovo Rangone  | Montale   | 1 - 3 | Sant'Anna | 19-25, 25-23, 24-26, 18-25        |
| 7ª Giornata - 16 aprile 2023 Palestra Vezio Magagni, Castelnuovo Rangone | Montale   | 3 - 2 | Assitec   | 20-25, 25-20, 30-28, 15-25, 15-12 |
| 8ª Giornata - 23 aprile 2023 PalaPellini, Perugia                        | Perugia   | 3 - 0 | Montale   | 26-24, 25-18, 25-14               |
| 9ª Giornata - 26 aprile 2023 Palestra Vezio Magagni, Castelnuovo Rangone | Montale   | 3 - 0 | Vicenza   | 31-29, 25-15, 27-25               |
| 11ª Giornata - 6 maggio 2023 Palestra Vezio Magagni, Castelnuovo Rangone | Montale   | 3 - 0 | Marsala   | 25-22, 25-21, 25-17               |
| 12ª Giornata - 14 maggio 2023 Palestra UniMe, Messina                    | Sant'Anna | 3 - 0 | Montale   | 25-19, 25-19, 25-15               |

## Statistiche

### Statistiche di squadra
| Competizione | Punti | In casa | In casa | In casa | In trasferta | In trasferta | In trasferta | Totale | Totale | Totale |
| Competizione | Punti | G       | V       | P       | G            | V            | P            | G      | V      | P      |
| ------------ | ----- | ------- | ------- | ------- | ------------ | ------------ | ------------ | ------ | ------ | ------ |
| Serie A2     | 36    | 16      | 9       | 7       | 16           | 4            | 12           | 32     | 13     | 19     |
| Totale       | -     | 16      | 9       | 7       | 16           | 4            | 12           | 32     | 13     | 19     |

G = partite giocate; V = partite vinte; P = partite perse 

### Statistiche dei giocatori
| Giocatore      | Serie A2 | Serie A2 | Serie A2 | Serie A2 | Serie A2 | Totale | Totale | Totale | Totale | Totale |
| Giocatore      | P        | PT       | AV       | MV       | BV       | P      | PT     | AV     | MV     | BV     |
| -------------- | -------- | -------- | -------- | -------- | -------- | ------ | ------ | ------ | ------ | ------ |
| T. Agüero      | 4        | 6        | 4        | 0        | 2        | 4      | 6      | 4      | 0      | 2      |
| S. Angelini    | 6        | 13       | 11       | 2        | 0        | 6      | 13     | 11     | 2      | 0      |
| A. Bici        | 31       | 0        | 0        | 0        | 0        | 31     | 0      | 0      | 0      | 0      |
| L. Bonato      | 13       | 4        | 2        | 0        | 2        | 13     | 4      | 2      | 0      | 2      |
| G. Bozzoli     | 18       | 48       | 43       | 4        | 1        | 18     | 48     | 43     | 4      | 1      |
| A. Frangipane  | 32       | 363      | 292      | 51       | 20       | 32     | 363    | 292    | 51     | 20     |
| E. Fronza      | 32       | 306      | 222      | 69       | 15       | 32     | 306    | 222    | 69     | 15     |
| E. Lancellotti | 31       | 58       | 20       | 1        | 37       | 31     | 58     | 20     | 1      | 37     |
| F. Mammini     | 14       | 5        | 3        | 2        | 0        | 14     | 5      | 3      | 2      | 0      |
| I. Mescoli     | 20       | 25       | 21       | 2        | 2        | 20     | 25     | 21     | 2      | 2      |
| V. Montagnani  | 9        | 1        | 0        | 0        | 1        | 9      | 1      | 0      | 0      | 1      |
| M. Nordi       | 0        | 0        | 0        | 0        | 0        | 0      | 0      | 0      | 0      | 0      |
| A. Rossi       | 31       | 216      | 156      | 46       | 14       | 31     | 216    | 156    | 46     | 14     |
| G. Visintini   | 32       | 487      | 439      | 31       | 17       | 32     | 487    | 439    | 31     | 17     |
| A. Zojzi       | 31       | 375      | 325      | 22       | 28       | 31     | 375    | 325    | 22     | 28     |

P = presenze; PT = punti totali; AV = attacchi vincenti; MV = muri vincenti; BV = battute vincenti